# Milano Linate Airport
Milano Linate Airport er en mindre lufthavn 6 km øst for Milanos centrum. Den var før udbygningen af Malpensa byens primære lufthavn. Den varetager nu hovedsageligt indenlandsk trafik og enkelte afgange til andre europæiske storbyer, med hovedvægt på forretningsrejser. Lufthavnen håndterer omkring 5 millioner passagerer om året.
Den 8. oktober 2001 forulykkede et SAS-fly i Linate-lufthavnen, mens det var ved at lette fra Milano med kurs mod Københavns lufthavn i tæt tåge. SAS-ulykken i Milano er den værste i SAS' historie.
Lufthavnens IATA-kode er LIN. 